# Spital am Pyhrn
Spital am Pyhrn é um município da Áustria localizado no distrito de Kirchdorf an der Krems, no estado de Alta Áustria.